# Me & My
Me & My er en dansk duo i eurodance-genren, der består af søstrene Susanne Georgi (født 27. juli 1976) og Pernille Georgi (født 24. juli 1974). Me & My blev skabt i 1995 i Kolding, og fik deres gennembrud med sangen "Dub-I-Dub". Duoen blev også succesfuld i Japan, og salgstal steg hurtigt i de næste 2-3 år, hvor der på verdensplan blev solgt 1,5 millioner eksemplarer af deres første album Me & My fra 1995, og 750.000 singler i alt, f.eks. singlen Dub-I-Dub fra 1995. Debutalbummet har solgt mere end 2 millioner eksemplarer, og debutsinglen mere end 1 million eksemplarer i alt. Me & My var årets bedstsælgende artist i Japan dengang. "Dub-I-Dub" er desuden med på flere opsamlingsalbums i Dancemania-serien.

## Karriere
Før de to søstre kaldte sig Me & My, optrådte de under navne "SuPer Sisters" i slutningen af 1980'erne. De udgav albummene SuPer Sisters (1989) og Mariehønen (1990). Deres bedst kendte sang fra den periode er nok "Så det endelig weekend"., som er en dansk cover-version af "Like a Rollercoaster". I 1991 forsøgte de at komme med til det danske melodi grandprix, men da søstrene var henholdsvis 15 og 17 år, var de for unge til at kunne deltage. Sangen som de skulle have sunget, "Med eksprestog til Kina", endte på en andenplads, men sunget af Ulla Bjerre og Ole Bredahl.
I 1995 udgav de som Me & My det selvbetitlede album på EMI, der indeholdt singlen "Dub-I-Dub". Sangen blev et stort hit adskillige lande, og toppede Tracklisten i Danmark. På verdensplan solgte albummet over to millioner eksemplarer.
Efter succesen med tyggegummipop-lyden på "Dub-I-Dub" udgav Me & My i 1999 et mere pop og R&B-inspireret album med titlen, Let the Love Go On. Albummet var produceret i samarbejde med Cutfather & Joe, Richard Feldman og Jesús N. Gómez. Albummet solgte 100.000 eksemplarer på verdensplan. Det indeholdt bl.a. sangen "So Many Men", der blev brugt i computerspillet Dance Dance Revolution 3rdMix, der udkom i 1999.
I 2001 udgav Me & My deres tredje studiealbum, Fly High, hvor de vendte tilbage til en mere rendyrket dance-lyd. Albummet indeholdt bl.a. et coverversion af D-A-D's "Sleeping My Day Away". Fly High solgte 10.000 eksemplarer. Me & My medvirkede i 2002 på singlen "Te Quiero" fra den dansk-palæstinensiske sangerinde Nicole.
De deltog i Dansk Melodi Grand Prix 2007 med sangen "Two Are Stronger Than One", men fik en beskeden placering. Sangen var bl.a. skrevet af Jascha Richter. Den kvalificerede sig til semifinalen den 2. februar, men selvom de var bookmakernes favorit til at vinde, sluttede de på en sjetteplads med kun otte point.
Den 1. december 2007 udgav duoen julesangen "Too Much Christmas", der var deres første single i 6 år.
I 2009 optrådte Susanne Georgi, der siden var flyttet til Andorra, i Eurovision Song Contest for Andorra med sangen "La teva decisió (Get a Life)", der dog kun nåede semifinalen med 15 point.
D.11 november 2016 udkom der en remix singel af deres grand prix nummer "Two Are Stronger Than One" nummeret er remixet af Stormby aka Matt Eriksson som blev spurgt af Me & My største danske fan om hjælp til at få den remixet og det er så blevet til en udgivelse på universal musik med et radio edit og et club mix.

## Diskografi

### Album
- Me & My (1995)
- Let the Love Go On (1999)
- Fly High (2001)
- The Ultimate Collection (2007)

### Singler
| År   | Single                     | Højeste hitlisteplacering | Højeste hitlisteplacering | Højeste hitlisteplacering | Højeste hitlisteplacering | Højeste hitlisteplacering | Højeste hitlisteplacering | Højeste hitlisteplacering | Højeste hitlisteplacering | Højeste hitlisteplacering | Højeste hitlisteplacering | Højeste hitlisteplacering | Certificering | Album              |
| År   | Single                     | AUT                       | BEL (Vl)                  | BEL (Wa)                  | DEN                       | FIN                       | FRA                       | GER                       | NED                       | NOR                       | SUI                       | SWE                       | Certificering | Album              |
| ---- | -------------------------- | ------------------------- | ------------------------- | ------------------------- | ------------------------- | ------------------------- | ------------------------- | ------------------------- | ------------------------- | ------------------------- | ------------------------- | ------------------------- | ------------- | ------------------ |
| 1995 | "Dub-I-Dub"                | 11                        | 5                         | 9                         | 1                         | 16                        | 43                        | 37                        | 25                        | 12                        | 14                        | 2                         |               | Me & My            |
| 1995 | "Baby Boy"                 | 30                        | 10                        | 27                        | 2                         | 3                         | —                         | —                         | 37                        | —                         | 39                        | 46                        |               | Me & My            |
| 1996 | "Lion Eddie"               | —                         | 21                        | —                         | 12                        | —                         | —                         | —                         | —                         | —                         | —                         | —                         |               | Me & My            |
| 1996 | "Waiting"                  | —                         | —                         | —                         | —                         | —                         | —                         | —                         | —                         | —                         | —                         | —                         |               | Me & My            |
| 1999 | "Let the Love Go On"       | —                         | —                         | —                         | 3                         | —                         | —                         | —                         | —                         | —                         | —                         | —                         |               | Let the Love Go On |
| 1999 | "Loving You"               | —                         | —                         | —                         | —                         | —                         | —                         | —                         | —                         | —                         | —                         | —                         |               | Let the Love Go On |
| 1999 | "Every Single Day"         | —                         | —                         | —                         | —                         | —                         | —                         | —                         | —                         | —                         | —                         | —                         |               | Let the Love Go On |
| 2000 | "So Many Men"              | —                         | —                         | —                         | —                         | —                         | —                         | —                         | —                         | —                         | —                         | —                         |               | Let the Love Go On |
| 2000 | "Fly High"                 | —                         | —                         | —                         | 8                         | —                         | —                         | —                         | —                         | —                         | —                         | —                         |               | Fly High           |
| 2001 | "Sleeping My Day Away"     | —                         | —                         | —                         | 20                        | —                         | —                         | —                         | —                         | —                         | —                         | —                         |               | Fly High           |
| 2001 | "La La Superstar"          | —                         | —                         | —                         | 15                        | —                         | —                         | —                         | —                         | —                         | —                         | —                         |               | Fly High           |
| 2007 | "Too Much Christmas"       | —                         | —                         | —                         | —                         | —                         | —                         | —                         | —                         | —                         | —                         | —                         |               |                    |
| 2007 | "—" nåede ikke hitlisterne |                           |                           |                           |                           |                           |                           |                           |                           |                           |                           |                           |               |                    |

### Samarbejde
- "Te Quiero" (med sangeren Nicole - 2002)

## Eksterne links
- Me & My – officielt websted (arkiveret)
- Me & My – YouTube-kanal
- Me & My på Myspace
- Susanne Georgi på Myspace
- Pernille Georgi på Myspace
- Me & My på Discogs

| Musikgruppe | Spire Denne artikel om en dansk musikgruppe er en spire som bør udbygges. Du er velkommen til at hjælpe Wikipedia ved at udvide den. |